# 12 Armia (III Rzesza)

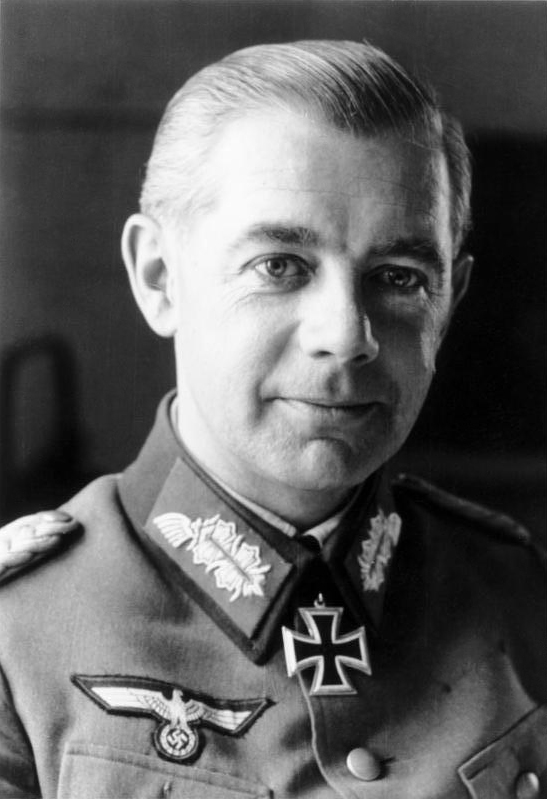
Gen. Walther Wenck, jeden z dowódców 12 Armii

12 Armia (niem. 12. Armee) – jedna z niemieckich armii z czasów II wojny światowej. 

## Formowanie i walki
Utworzona 13 października 1939 w wyniku przeformowania 14 Armii. W kwietniu 1941 brała udział w inwazji Niemców na Grecję. Oddziały 12 Armii brały udział w ataku na linię Metaksasa bronioną przez armię grecką. 28 grudnia 1942 została przemianowana na Grupę Armii E, uczestniczyła w okupacji Grecji i wysp greckich.
Ponownie sformowana 10 kwietnia 1945 w celu uniemożliwienia alianckiej 12 Grupie Armii sforsowania Łaby. W ostatnich tygodniach wojny podjęła, wraz z 9 Armią, nieudaną próbę deblokady Berlina obleganego przez wojska Armii Czerwonej i oddziały 1 Armii Wojska Polskiego. Ostatecznie 12 Armia poddała się armii USA nad Łabą 8 maja 1945.

## Dowódcy armii
- gen. Wilhelm List (13 października 1939 – 29 października 1941)
- gen. Walter Kuntze (29 października 1941 – 8 sierpnia 1942)
- gen. Alexander Löhr (8 sierpnia 1942 – 1 stycznia 1943)
- gen. Walther Wenck (10 kwietnia 1945 – 3 maja 1945)
- gen. Maximilian von Edelsheim (3 maja – 8 maja 1945)

## Struktura organizacyjna
Skład w kwietniu 1941:
- L Korpus Armijny
- XXX Korpus Armijny
- XL Korpus Pancerny[a][4]
- XVIII Korpus Armijny
- 1 Grupa Pancerna

Skład 30 kwietnia 1945:
- Oddziały dyspozycyjne 12 Armii
  - 199 Dywizja Piechoty
- Korpus „Reimann”
  - Dywizja Piechoty “Friedrich Ludwig Jahn”
  - 18 Dywizja Grenadierów Pancernych
- XXXXI Korpus Pancerny
  - Dywizja “von Hake”
  - Dywizja “Gaudecker”
  - Dywizja do zadań specjalnych.
- XXXIX Korpus Pancerny
  - Dywizja Piechoty “Berlin”
  - Dywizja “Mayer”
  - 84 Dywizja Piechoty
- XX Korpus Armijny
  - Dywizja Piechoty “Theodor Körner”
  - Dywizja Piechoty “Scharnhorst”
  - Dywizja Piechoty “Ulrich von Hutten”
  - Dywizja “von Schill”
- XXXXVIII Korpus Pancerny
  - Dywizja “Raegener”
  - Dywizja “Sachsen”